# مو (حرف)
مو (باليونانية:μῦ) هو الحرف الثاني عشر من الأبجدية الإغريقية، يأخذ الحرف شكلين الكبير (M) والصغير (μ) يرمز في علم الإحصاء إلى المتوسط الحسابي لمجتمع.
ميو (باليونانية Μι) بلدي (وفقا لل ريال منذ عام 1992 ) 1، م ( وفقا للأكاديمية الملكية حتى عام 1992 ) و مو ( ما يسمى العلوم ) ( Μ μ ) هو حرف الثاني عشر من الأبجدية اليونانية. صوت لديك يتوافق مع م الإسبانية. اليونانية تسمى Μ و μ grapheme بلدي . في نظام الأرقام اليونانية بمناسبة اصلت Μ مع روح ( Μ ') لديها قيمة 40 .
يتم استخدام بريد إلكتروني μ صغيرة كرمز في العديد من التخصصات المختلفة . بينما نادرا ما يستخدم شكل حالة العلوي لأنه لا يمكن تمييزه من الرسالة اللاتينية M. بين استخداماته يمكن إبراز :
- وحدات القياس
- الصغرى، رمز الحرف الصغير أو الصغيرة SI ، وهو ما يمثل المليون، أو 10^-6 من البادئة وحدة أخرى . يونيكود يعين رمزا لهذا التطبيق على حدة، ولكن عادة ما يمكن تمييزها عن تلك المخصصة للرسالة اليونانية، ومع ذلك، هو شخصية مختلفة. و تقديم HTML من μ رمز الصغيرة، مع ذلك، تمثيل مو الرسالة هو μ ) .
- ميكرون، واحدة الموافق ميكرومتر ( أم) محرك الأقراص القديم .
- فيزياء
- في الديناميات، ومعامل الاحتكاك
- في الكهرومغناطيسية، والنفاذية المغناطيسية
- في ميكانيكا السوائل، واللزوجة الديناميكية.
- في فيزياء الجسيمات، والجسيمات الأولية الميون .
- انخفاض في الكتلة المشكلة يومين الجسم.
- الديناميكا الحرارية
- إمكانية الكيميائية لل نظام .
- الرياضيات
- في نظرية الأعداد، وظيفة موبيوس
- في احتمال والاحصاءات، وقيمة متوسط أو المتوقعة من التوزيع.
- في نظرية التدبير، التدبير.
- ونادرا ما يستخدم للتمييز بين كائن ممثلة إلكتروني متر من آخر من نفس الطبيعة.
- تستخدم أوتورنت عميل تورنت المتقدمة مجانية عن طريق تورنت، وشركة، يأخذ الحرف شكلين الكبير (Μ) والصغير (μ).